# Alpha Kaba
Alpha Kaba (* 29. Januar 1996 in Blois) ist ein französisch-guineischer Basketballspieler.

## Werdegang
Kaba, der in Romorantin-Lanthenay aufwuchs, ist ein Neffe des früheren französischen Nationalspielers Benkaly Kaba.
Er begann als Jugendlicher in Romorantin-Lanthenay mit dem Basketballsport, wechselte dann zu ADA Blois. Er wurde während seiner Zeit bei ADA Blois zwei Jahre am Nachwuchsleistungszentrum in Tours gefördert. Von 2011 bis 2015 spielte Kaba bei Élan Béarnais Pau-Lacq-Orthez, die meiste Zeit davon im Nachwuchsbereich, für die Herrenmannschaft bestritt er acht Spiele in der Saison 2014/15.
2015 ging er nach Serbien zu KK Mega Basket. Nachdem er während der Saison 2016/17 in der Adriatischen Basketballliga durchschnittlich 10,9 Punkte und 7,5 Rebounds je Begegnung erzielt hatte, schrieb sich Kaba für das Draftverfahren der NBA ein. Seine Rechte gingen in der zweiten Auswahlrunde an 60. und damit letzter Stelle an die Atlanta Hawks. 2017 und 2018 nahm Kaba zwischen den Spielzeiten an der Sommerliga der NBA teil und kam dort zu Einsätzen für Atlanta. Einen NBA-Vertrag erhielt er nicht. Kaba spielte von 2017 bis 2019 für ASVEL Lyon-Villeurbanne und gewann mit der Mannschaft 2019 die französische Meisterschaft sowie den Pokalwettbewerb, wirkte aber wegen Verletzungen nur in sieben Ligaspielen mit. Während der Vorsaison 2017/18 hatte er für ASVEL in 24 Ligaeinsätzen im Schnitt jeweils 5,7 Punkte und Rebounds verzeichnet.
In der Saison 2019/20 kam der Innenspieler in Diensten des Erstligisten Boulazac Basket Dordogne auf 8,8 Punkte und 8,6 Rebounds je Begegnung, 2020/21 beim Ligakonkurrenten Nanterre 92 fielen Kabas Werte auf 6,1 Punkte sowie 4,8 Rebounds je Einsatz. Während der Sommerpause 2021 nahm er ein Angebot des türkischen Vereins Gaziantep Basketbol an. Er wurde als bester Spieler der türkischen Liga der Saison 2021/22 ausgezeichnet, nachdem er mit Gaziantep in der Hauptrunde Tabellenvierter geworden war und im Durchschnitt 13,7 Punkte sowie 10,9 Rebounds je Begegnung erzielt hatte.
Anfang August 2022 wurde er als Neuzugang von KK Budućnost Podgorica verkündet. 2023 wechselte er zu den Jiangsu Dragons in die Volksrepublik China. Anfang April 2024 nahm er ein Angebot des spanischen Erstligisten Valencia Basket Club an.
Kaba wurde Ende September von Maccabi Tel Aviv verpflichtet, er erhielt einen Vertrag für sechs Wochen. Anschließend verließ er die Mannschaft wieder. Mitte Dezember 2024 wechselte Kaba zu den Sono Skygunners nach Südkorea.

### Nationalmannschaft
Kaba war französischer Jugendnationalspieler, nahm an der U18-Europameisterschaft im Jahr 2014 und ein Jahr später an der U20-Europameisterschaft teil. Er wurde in Frankreichs Herren-Nationalmannschaft berufen, entschied sich aber 2017, für die Nationalmannschaft Guineas aufzulaufen. Aus dem westafrikanischen Land stammt seine Mutter.